# Aplocheilichthys hutereaui
Aplocheilichthys hutereaui är en fiskart som först beskrevs av Boulenger, 1913.  Aplocheilichthys hutereaui ingår i släktet Aplocheilichthys och familjen Poeciliidae. IUCN kategoriserar arten globalt som livskraftig. Inga underarter finns listade i Catalogue of Life.